# Suburban Tribe
Suburban Tribe est un groupe finlandais de nu metal. 

## Historique
Le groupe est formé à l'été 1992 par le bassiste Janne Joutsenniemi (ex-Stone), le guitariste Roope Sirén (ex-Airdash) et le batteur Alec Hirst-Gee. Ensemble, ils reprennent de célèbres chansons et cherchent en parallèle un chanteur. Ils trouvent alors Ville Tuomi avec qui ils deviennent stables, mais Tuomi quitte le groupe en décembre la même année pour revenir au sein de Kyyria. Tuomi est remplacé par Jouni Markkanen. Au réveillon du nouvel an, le groupe décide de s'attribuer le nom de Sub-Urban Tribe. Au printemps 1993, ils donnent plusieurs concerts dans leur ville natale, Helsinki. Kari Hynninen découvre le groupe et le signe à son label Zen Garden Records.
Chez Sirén Mutter, le groupe enregistre son premier album. En fin février 1994, Primitive est publié en Finlande. En été, ils jouent en Finlande, et en Slovénie. Leur deuxième album, Purity, est publié par le label Orimattila en septembre 1995. Avant sa sortie, le groupe donne un concert au Popkomm à Cologne. Après une tournée qui durera jusqu'à la veille du nouvel an, le groupe commence une collaboration avec le musicien finlandais Don Huonot. Pour la chanson Sirkuksessa, le groupe tourne une vidéo pour laquelle ils reçoivent le prix pour la meilleure vidéo de rock finlandais en 1997. Ensemble, les deux groupes effectuent un mois en tournée. Par la suite, le groupe travaille sur de nouvelles chansons. Leur troisième album, Panorama, est publié en 1997. Sur l'album, ils font participer de nombreux musiciens aux instruments à cordes et synthétiseurs extrapolés. Il se mettront alors à la recherche d'un claviériste pour leur tournée. Emerson Burton, désormais Janne Johannes Purttinen au sein de HIM, joue avec le groupe. Leur single First Spring Day atteint les classements de diffusions radio finlandaises. En 1998 sort Prime Time Collection, un best-of qui comprend notamment une reprise de la chanson Life on Mars de David Bowie et Sabotage des Beastie Boys. Ils signent ensuite au label Spinefarm Records pour lequel ils enregistrent l'album Electro 57 publié en octobre 1998. 
En 2002, leur album homonyme, Suburban Tribe, est publié chez EMI. Avant la sortie de l'album, le joue en Allemagne avec Oomph!. Leur single Frozen Ashes atteint la première place des classements finlandais. En janvier 2004 sort l'album Manimal, puis Revolt Now! en avril 2006. Ce dernier atteint la 7e place des classements finlandais. En 2007 sort la compilation Recollection et en 2010 l'album Now and Ever After. En 2011, le groupe se sépare.

## Membres

### Derniers membres
- Roope Sirén - guitare (1992-2011)
- Janne Joutsenniemi - basse (1992-2011)
- Alec Hirst-Gee - batterie (1994-2011)
- Ville Tuomi - chant (2000-2011)
- Euge Valovirta - guitare (2006-2011)

### Anciens membres
- Jouni Markkanen - chant (1994-2000)
- Emerson Burton - claviers (1997-2001)

## Discographie

### Albums studio
- 1994 : Primitive
- 1997 : Panorama
- 1998 : Elektro 57
- 2002 : Suburban Tribe
- 2004 : Manimal
- 2006 : Revolt Now!
- 2007 : Recollection
- 2010 : Now and Ever After

### Singles
- 1994 : Silence, To and Fro
- 1995 : One of My Little Memories
- 1997 : Impossible, First Spring Day Frequency
- 2001 : Watching you, Frozen Ashes, Oil and Water
- 2002 : Perfect Dark
- 2003 : Untameable
- 2004 : Silent Rain
- 2006 : Nothingness, Complications, Nevermore, While the World Awaits
- 2007 : Shock the Monkey